# كأس أيرلندا الشمالية 1983–84
كأس أيرلندا الشمالية 1983–84 (بالإنجليزية: 1983–84 Irish Cup)‏ هو موسم من كأس أيرلندا. كان عدد الأندية المشاركة فيه 32، وفاز فيه نادي بيليمينا يونايتد.

## النهائي
| نادي بيليمينا يونايتد                                    | 4 – 1 | Carrick Rangers |
| -------------------------------------------------------- | ----- | --------------- |
| Fox 8' · Crockard 47' · Harrison 65' (ركلة.) · Speak 76' | تقرير | Fellowes 90'    |